# Ostilio Capaccioli
Ostilio Capaccioli (né le 11 octobre 1917 à Roccastrada en Toscane (certaines sources font état du 18 octobre avec Grosseto comme lieu de naissance) et mort en 1982) est un joueur italien de football, qui jouait au  poste de milieu de terrain.

## Biographie
Sous les couleurs de Livorno, il dispute en tout 229 matchs et inscrit 10 buts, dont 8 en championnat de Serie A. Avec les toscans, il fait ses débuts le 17 octobre 1937 lors d'un Bari-Livorno 1-1. Il joue également 24 matchs et inscrit 2 buts lors du championnat de 1944 avec la Juventus Cisitalia (jouant son premier match le 16 janvier 1944 lors d'un nul 2-2 contre Alexandrie).
Il est reconnu par le club de Livourne comme étant un de ses plus grands champions, avec qui lors de la saison 1942-1943, emmené par l'entraîneur Ivo Fiorentini, il manque de seulement un point la conquête du scudetto attribué au Torino, en étant battu 2-1 à domicile, après avoir été sacré champion d'hiver.